# Cory Sandhagen
Cory James Sandhagen (Aurora, 20 aprile 1992) è un artista marziale misto statunitense.
Combatte nella categoria dei pesi gallo per la promozione statunitense UFC. Professionista dal 2015, ha anche gareggiato per Legacy Fighting Alliance.

## Risultati nelle arti marziali miste
| Risultato | Record | Avversario                | Metodo                                   | Evento                                 | Data              | Round | Tempo | Città                | Note                                                             |
| --------- | ------ | ------------------------- | ---------------------------------------- | -------------------------------------- | ----------------- | ----- | ----- | -------------------- | ---------------------------------------------------------------- |
| Vittoria  | 18-5   | Deiveson Figueiredo       | KO tecnico (infortunio al ginocchio)     | UFC on ESPN: Sandhagen vs. Figureido   | 3 maggio 2025     | 2     | 4:08  | Iowa                 | Performance of the Night                                         |
| Sconfitta | 17-5   | Umar Nurmagomedov         | Decisione (unanime)                      | UFC on ABC: Sandhagen vs. Nurmagomedov | 3 agosto 2024     | 5     | 5:00  | Abu Dhabi            | Eliminatoria per il titolo dei pesi gallo UFC                    |
| Vittoria  | 17-4   | Rob Font                  | Decisione (unanime)                      | UFC on ESPN: Sandhagen vs. Font        | 5 agosto 2023     | 5     | 5:00  | Nashville            | incontro catchweight (140 lbs)                                   |
| Vittoria  | 16-4   | Marlon Vera               | Decisione (non unanime)                  | UFC on ESPN: Vera vs. Sandhagen        | 25 marzo 2023     | 5     | 5:00  | San Antonio          |                                                                  |
| Vittoria  | 15-4   | Song Yadong               | KO tecnico (stop medico)                 | UFC Fight Night: Sandhagen vs. Song    | 17 settembre 2022 | 4     | 5:00  | Las Vegas            |                                                                  |
| Sconfitta | 14-4   | Petr Yan                  | Decisione (unanime)                      | UFC 267                                | 30 ottobre 2021   | 5     | 5:00  | Isola Yas, Abu Dhabi | Per il titolo dei pesi gallo UFC ad interim. Fight of the Night. |
| Sconfitta | 14-3   | T.J. Dillashaw            | Decisione (non unanime)                  | UFC on ESPN: Sandhagen vs. Dillashaw   | 24 luglio 2021    | 5     | 5:00  | Las Vegas            |                                                                  |
| Vittoria  | 14-2   | Frankie Edgar             | KO (ginocchiata volante)                 | UFC Fight Night: Overeem vs. Volkov    | 6 febbraio 2021   | 1     | 0:28  | Las Vegas            | Fight of the Night                                               |
| Vittoria  | 13-2   | Marlon Moraes             | KO tecnico (spinning wheel kick e pugni) | UFC Fight Night: Moraes vs. Sandhagen  | 10 ottobre 2020   | 2     | 1:03  | Abu Dhabi            | Fight of the Night                                               |
| Sconfitta | 12-2   | Aljamain Sterling         | Sottomissione (rear-naked choke)         | UFC 250                                | 6 giugno 2020     | 1     | 1:28  | Las Vegas            |                                                                  |
| Vittoria  | 12-1   | Raphael Assunção          | Decisione (unanime)                      | UFC 241                                | 17 agosto 2019    | 3     | 5:00  | Anaheim              |                                                                  |
| Vittoria  | 11-1   | John Lineker              | Decisione (non unanime)                  | UFC Fight Night: Jacaré vs. Hermansson | 27 aprile 2019    | 3     | 5:00  | Sunrise              |                                                                  |
| Vittoria  | 10–1   | Mario Bautista            | Sottomissione (armbar)                   | UFC Fight Night: Cejudo vs. Dillashaw  | 19 gennaio 2019   | 1     | 3:31  | Brooklyn             |                                                                  |
| Vittoria  | 9–1    | Iuri Alcântara            | KO tecnico (pugni)                       | UFC Fight Night: Gaethje vs. Vick      | 25 agosto 2018    | 2     | 1:01  | Lincoln              | Ritorno nei pesi gallo. Fight of the Night                       |
| Vittoria  | 8–1    | Austin Arnett             | KO tecnico (pugni)                       | UFC on Fox: Jacaré vs. Brunson 2       | 27 gennaio 2018   | 2     | 3:48  | Charlotte            |                                                                  |
| Vittoria  | 7–1    | José Aguayo               | KO tecnico (ginocchiata e gomitate)      | LFA 31                                 | 19 gennaio 2018   | 1     | 1:07  | Phoenix              |                                                                  |
| Vittoria  | 6–1    | Luiz Antônio Lobo Gavinho | KO tecnico (pugni)                       | LFA 24                                 | 13 ottobre 2017   | 1     | 3:00  | Phoenix              |                                                                  |
| Sconfitta | 5–1    | Jamall Emmers             | Decisione (unanime)                      | LFA 5                                  | 24 febbraio 2017  | 3     | 5:00  | Broomfield           |                                                                  |
| Vittoria  | 5-0    | Clay Wimer                | Decisione (unanime)                      | Resurrection Fighting Alliance 43      | 9 settembre 2016  | 3     | 5:00  | Broomfield           |                                                                  |
| Vittoria  | 4-0    | Josh Huber                | Decisione (unanime)                      | Sparta Combat League 50                | 16 luglio 2016    | 3     | 5:00  | Castle Rock          | Vinse il titolo dei pesi piuma SCL Championship.                 |
| Vittoria  | 3-0    | Dalton Goddard            | Sottomissione (triangle choke)           | Paramount MMA 2016                     | 15 maggio 2016    | 1     | 3:38  | Denver               |                                                                  |
| Vittoria  | 2-0    | Andrew Tenneson           | Decisione (unanime)                      | Resurrection Fighting Alliance 34      | 15 gennaio 2016   | 3     | 5:00  | Broomfield           | Debutto nei pesi piuma.                                          |
| Vittoria  | 1-0    | Bruce Sessman             | Sottomissione (rear-naked choke)         | FTW: Prize Fighting Championship 9     | 30 maggio 2015    | 1     | 1:16  | Williston            | Debutto nei pesi gallo.                                          |